# Іванівка (Куцурубська сільська громада)
Іва́нівка — село в Україні, у Куцурубській сільській громаді Миколаївського району Миколаївської області. Населення становить 1341 особу. У селі є школа та туристична база Романівського склозаводу.

## Населення

### Мова
Розподіл населення за рідною мовою за даними перепису 2001 року:
| Мова            | Кількість | Відсоток |
| --------------- | --------- | -------- |
| українська      | 1090      | 81.28%   |
| російська       | 225       | 16.78%   |
| румунська       | 16        | 1.19%    |
| німецька        | 3         | 0.22%    |
| білоруська      | 2         | 0.15%    |
| вірменська      | 2         | 0.15%    |
| гагаузька       | 1         | 0.08%    |
| інші/не вказали | 2         | 0.15%    |
| Усього          | 1341      | 100%     |

## Постаті
- Доросевич Антон Миколайович (1992—2017) — головний старшина Збройних сил України, учасник російсько-української війни.